# Duchess
Duchess är en ort i Kanada.   Den ligger i provinsen Alberta, i den centrala delen av landet, 2 700 km väster om huvudstaden Ottawa. Duchess ligger 756 meter över havet och antalet invånare är 992.
Terrängen runt Duchess är platt, och sluttar österut. Närmaste större samhälle är Brooks, 15,0 km söder om Duchess.
Trakten runt Duchess består till största delen av jordbruksmark. Trakten runt Duchess är nära nog obefolkad, med mindre än två invånare per kvadratkilometer.